# Jarmil Burghauser
Jarmil Burghauser, vlastním jménem Jarmil Michael Mokrý (21. října 1921 Písek – 19. února 1997 Praha), byl český hudební skladatel, hudební vědec a skautský činovník. 

## Život
Jarmil Mokrý byl synem akademického malíře Františka Viktora Mokrého a akademické malířky Zdeny Burghauserové. Jméno Burghauser přijal po své matce v letech 1937–8. 
Již v dětství se projevoval jako výrazný hudební talent. V šesti letech se začal učit hře na klavír, od dvanácti let se učil soukromě skladbu u Jaroslava Křičky a po jeho smrti pokračoval u Otakara Jeremiáše. Po maturitě na Akademickém gymnáziu v Praze (v roce 1940) studoval skladbu a dirigování na Pražské konzervatoři, kde absolvoval roku 1944 ve třídě Václava Talicha. Od roku 1946 pokračoval studiem muzikologie na filozofické fakultě Karlovy Univerzity, kde nesměl absolvovat z ideologických důvodů a nedostal diplom.
V letech 1946–1953 působil jako sbormistr Národního divadla, poté se věnoval vlastní tvorbě a vědecké činnosti. V 70. a 80. letech patřil mezi nežádoucí autory, nesměl cestovat do zahraničí, jeho skladby nahrané v rozhlase byly smazány. Jako muzikolog vešel ve známost zejména zpracováním definitivního souborného katalogu děl Antonína Dvořáka. Od roku 1984 až do své smrti byl předsedou Společnosti Antonína Dvořáka.

## Skautská činnost
Od roku 1935 byl členem skautského oddílu Jaroslava Foglara (pražské Dvojky), kde měl přezdívku Jumbo.  Od září 1939 do roku 1946 působil v témže oddíle jako Foglarův zástupce. V poválečném období se do rozpuštění Junáka v roce 1950 podílel na činnosti ve výchovném odboru chlapeckého kmene Junáka, mj. upravil do současné podoby skautskou hymnu. Při obnově skautingu v letech 1968–70 působil na ústředí Junáka, byl členem náčelnictva chlapeckého kmene. Po další obnově skautingu z roku 1989 přijal funkci starosty Junáka a vedoucího čestného Svojsíkova oddílu.
V letech 1940–45 si vedl podrobný deník, psaný z většiny v klasické řečtině, který je dnes uložen spolu s dalšími jeho dokumenty v Archivu Junáka.
Burghauser se stal předlohou pro postavu Simby, zástupce vůdce skautského oddílu Devadesátky, ve Foglarově knize Pod junáckou vlajkou, která vyšla knižně poprvé v roce 1940.

## Dílo
Již od dětství se věnoval tvůrčím aktivitám, od skládání hudby až po psaní beletrie. Jako primán gymnázia napsal sci-fi román Vzduchem, který vycházel v roce 1932 na pokračování v dětském časopisu Paleček (ilustrovala jej autorova matka Zdenka Burghauserová).
Jako muzikolog se zabýval především tvorbou Antonína Dvořáka, jehož dílo zpracoval do tematického katalogu.
S M. Šolcem vydal Ediční zásady a směrnice k notační problematice klasiků 20. století.
Ve vlastní skladatelské tvorbě zaujímají významné místo hudebně dramatická díla: opery Alladina a Palomid (1943–1944), Lakomec (1949), Karolinka a lhář (1950–1953), Most (1963–1964) a balety Honza a čert (1954), Sluha dvou pánů (1957) a Tristram a Izalda (1969).
Stal se autorem hudby k filmům Premiera (1947), Z mého života (1955; zároveň dělal dramaturgii), Legenda o lásce a Labakan z roku 1956, Kde řeky mají slunce (1961), Místo v houfu (1964), Polka jede do světa (1965), Jarní vody (1968).
S Petrem Ebenem spoluvytvořil učebnici Čtení a hra partitur (1960).

## Vzpomínky na Jarmila Burgausera
Jiří Zachariáš-Pedro
- Jarmil Burghauser-Jumbo prokázal Dvojce a Jaroslavu Foglarovi neocenitelné služby. V nebezpečném čase války byl vůdci Jestřábovi partnerem nad jiné potřebným. Statečně mu kryl záda, a vedle svého aktivního výchovného působení ve Dvojce dodával jeho vůdci důležitý pocit klidu a bezpečí, hodnoty tolik potřebné právě ve válečných časech, kdy přátelství, čest a spolehlivost byly vystavovány těžkým zkouškám. Jarmil Burghauser v tomto životním testu obstál příkladně. Lze jistě vyjmenovat několik dalších významných Foglarových spolupracovníků, kteří se vedle něho podíleli na vedení a vytváření prostředí válečné Dvojky....Největší dík za to však bezkonkurenčně připadá právě Jarmilu Burghauserovi-Jumbovi.  [9]